# 노르웨이 공주 랑닐
랑닐 알렉산드라(Ragnhild Alexandra, 1930년 6월 9일 ~ 2012년 9월 16일)는 올라프 5세와 그의 아내 스웨덴 공주 메르타의 첫째 딸이다. 그녀는 노르웨이 왕 하랄 5세의 누나이자 노르웨이 공주 아스트리드의 언니이다.